# 災徨長小蠹
災徨長小蠹（学名：Treptoplaytypus severini）为長小蠹蟲科徨長小蠹屬下的一个种。